# Internationella Ibsenpriset
Internationella Ibsenpriset (norska: Den internasjonale Ibsenprisen) är ett pris instiftat 2007 av Norges regering. Priset ska gå till en person eller institution som har infört nya konstnärliga dimensioner i teaterkonsten. Prissumman är 2,5 miljoner norska kronor, vilket är bland de högsta i världen för ett litteraturpris. Priset var från början årligt men delas sedan 2010 ut vartannat år. Det tillkännages 20 mars, på Henrik Ibsens födelsedag, och delas ut i Oslo i september i samband med Nationaltheatrets Ibsenfestival.

## Pristagare
- 2008: Peter Brook
- 2009: Ariane Mnouchkine
- 2010: Jon Fosse
- 2012: Heiner Goebbels
- 2014: Peter Handke
- 2016: Forced Entertainment
- 2018: Christoph Marthaler
- 2020: Taylor Mac